# 489 Comacina
489 Comacina è un asteroide della fascia principale del diametro medio di circa 139,39 km. Scoperto nel 1902 dall'astronomo italiano Luigi Carnera, presenta un'orbita caratterizzata da un semiasse maggiore pari a 3,1556153 UA e da un'eccentricità di 0,0394327, inclinata di 12,97211° rispetto all'eclittica.
Il suo nome è dedicato all'omonima isola del lago di Como.